# Burg Hohenneuffen
Die Burg Hohenneuffen ist die Ruine einer großen Höhenburg oberhalb der Stadt Neuffen im Landkreis Esslingen in Baden-Württemberg.

## Lage
Die hochmittelalterliche Burgruine liegt östlich von Neuffen auf dem 745,4 m ü. NHN hohen Festungsberg, einem Weißjurafelsen am Rande der Schwäbischen Alb. Dieser stellt eine strategisch günstige Lage am Albtrauf dar.

## Geschichte
Der Hohenneuffen war bereits im Altertum besiedelt. In der spätkeltischen La-Tène-Zeit (450 bis 1 v. Chr.) bildete er einen Außenposten des bekannten Heidengraben-Oppidums, das die ganze „Erkenbrechtsweiler Halbinsel“ der Schwäbischen Alb umfasste.
Die Herkunft des Namens (1206 Niffen) ist umstritten. Er wird zum einen auf ein keltisches Wort *Nîpen zurückgeführt und danach als „Streitburg“ gedeutet. Eine weitere Etymologie leitet den Namen dagegen von germanisch *hnîpa mit der Bedeutung „Steilhang, Berghang“ ab.
Die Burg wurde zwischen 1100 und 1120 von Mangold von Sulmetingen, der sich später von Neuffen nannte, erbaut. Zum ersten Mal urkundlich erwähnt wurde sie im Jahre 1198, damals im Besitz der Edelfreien von Neuffen, zu denen der Minnesänger Gottfried von Neifen gehörte. Ende des 13. Jahrhunderts ging die Burg an die Herren von Weinsberg, die sie 1301 an das Haus Württemberg verkauften. Ihre Verteidigungsfähigkeit bewies die Burg in den internen Auseinandersetzungen des Heiligen Römischen Reiches (der Reichskrieg), in denen sie 1312 nicht eingenommen werden konnte.
Der Ausbau des Hohenneuffens zur Landesfestung begann bereits im 15. Jahrhundert. Die entscheidenden Baumaßnahmen zur befestigten Anlage wurden aber erst um die Mitte des 16. Jahrhunderts durch Herzog Ulrich unternommen. Es entstanden die Vorwerke, Rundtürme, Bastionen, eine Kommandantur, Kasematten, Stallungen, das Zeughaus, und zwei Zisternen. Die damit geschaffene Fortifikation bestand danach ohne wesentliche Änderungen prinzipiell zwei Jahrhunderte weiter. 1519 musste sie sich dennoch dem Schwäbischen Bund ergeben. In den Deutschen Bauernkriegen ab 1524 war sie wiederum nicht einzunehmen.

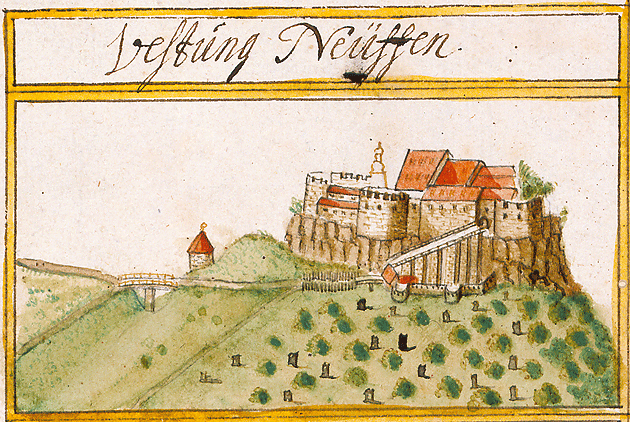
Burg Hohenneuffen, Kiesersche Forstkarte, 1683

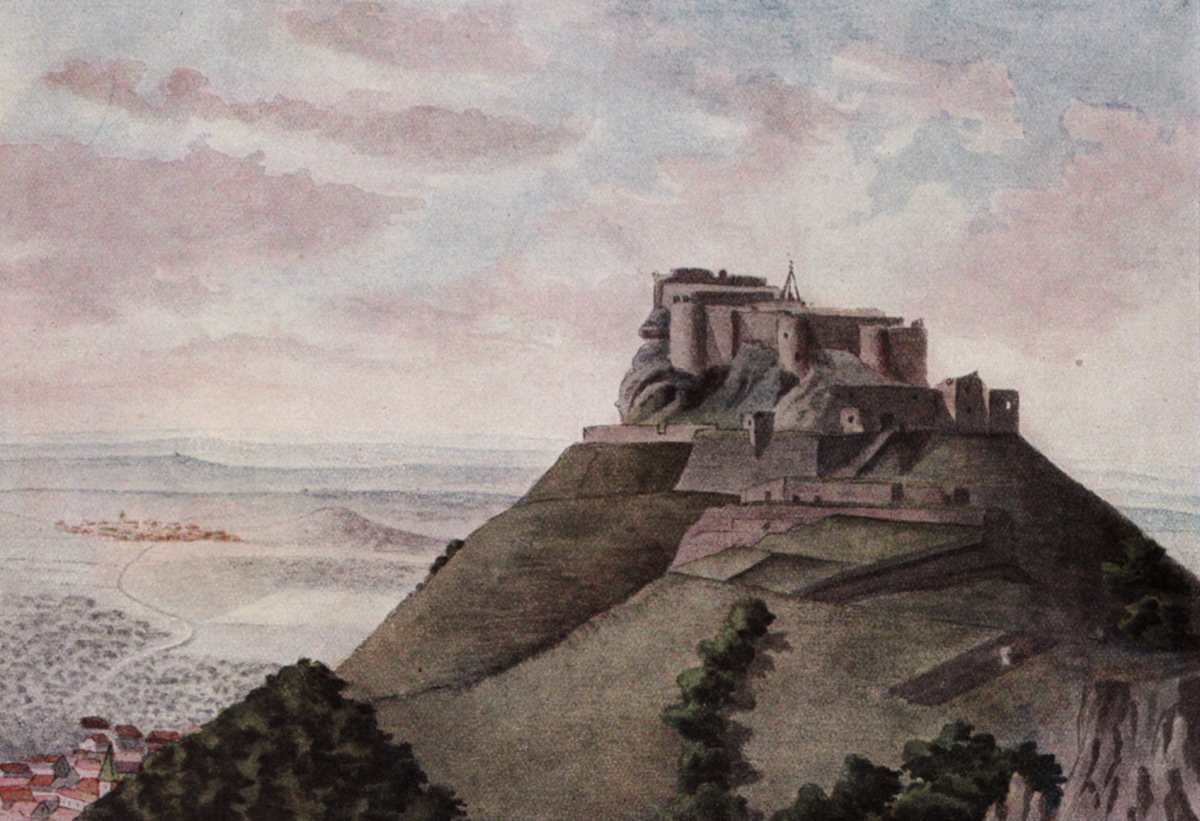
Burg Hohenneuffen in einer Zeichnung von Wilhelm Waiblinger (1822)

Mehr als ein Jahr lang wurde der Hohenneuffen während des Dreißigjährigen Krieges belagert. Im November beschlossen Festungskommandant Hauptmann Johann Philipp Schnurm und die mutlos gewordene Mannschaft, mit den Feinden eine Übergabe auszuhandeln, die einen freien Abzug mit Waffen und aller Habe vorsah. Am 22. November 1635 übergab Schnurm die Festung nach 15-monatiger Belagerung an die kaiserlichen Truppen. Entgegen den Zusagen wurde die Mannschaft zum Dienst im kaiserlichen Heer gezwungen, und Schnurm verlor seinen Besitz.
Eine im 19. Jahrhundert vielfach kolportierte Sage, die nicht den historischen Ereignissen entspricht, sagt folgendes: Als die Burg einst belagert wurde, gaben die Belagerten ihrem Esel das letzte Getreide, das sie noch übrig hatten. Sie schlachteten ihn und warfen den gefüllten Magen des Tieres in das Lager der Feinde. Diese glaubten nun, dass die Belagerten noch genug Vorräte hätten, verloren die Geduld und zogen davon. Seitdem ist der Esel das „Maskottchen“ der Stadt Neuffen.
Der württembergische Herzog Carl Alexander wollte den Hohenneuffen im 18. Jahrhundert zu einer Festung nach französischem Vorbild ausbauen, starb aber vor der Vollendung. Sein Nachfolger Carl Eugen gab den Plan angesichts der hohen Kosten und des zweifelhaften militärischen Nutzens bald auf. Im Jahre 1793 wurde die Schleifung der Festung und der Verkauf der Baumaterialien beschlossen. Ab 1795 wurde sie nicht mehr genutzt und 1801 endgültig zum Abbruch freigegeben. Dieser begann zwei Jahre später. Die Bewohner der Umgebung waren froh über das günstige Baumaterial. Erst ab 1830 begann man, die Reste zu sichern, in den 1860er Jahren wurde die Ruine zugänglich gemacht. 1862 wurde im Gebäude am oberen Burghof eine Gaststätte eingerichtet.

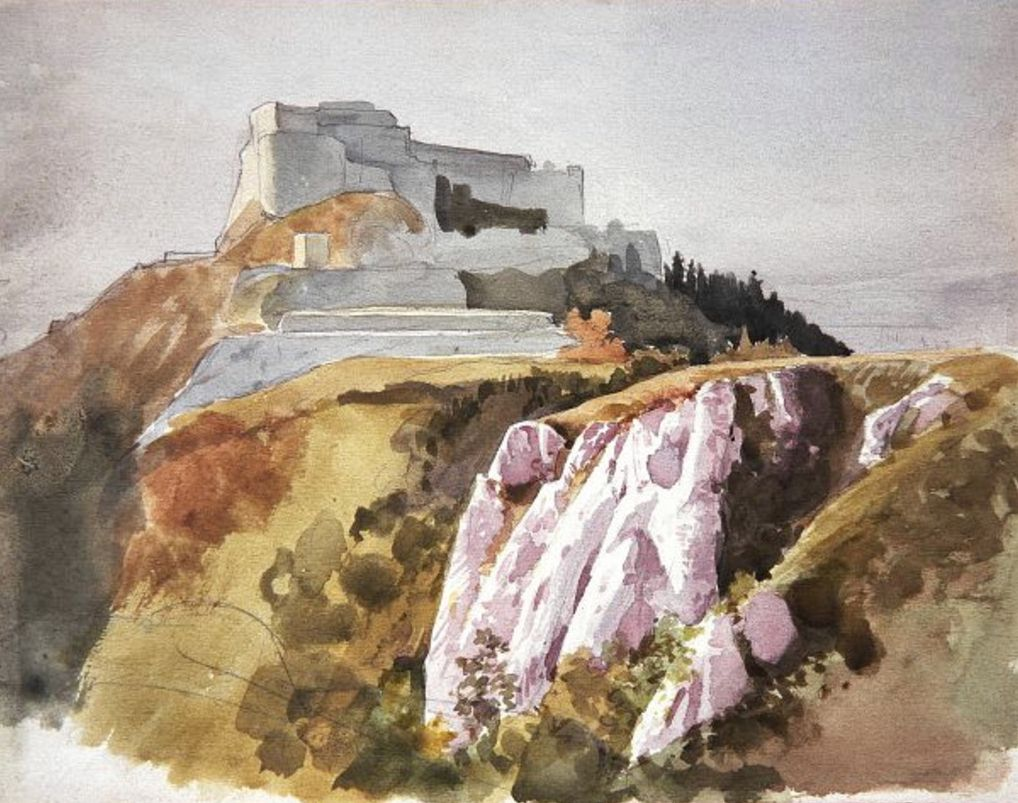
Hohenneuffen, Lavierte Zeichnung von Eduard von Kallee um 1870

Wie andere Festungen auch diente der Hohenneuffen stets als Landesgefängnis, in dem wichtige Gefangene festgesetzt und auch gefoltert wurden. Die Schicksale einiger sind bekannt. Ein junger Graf von Helfenstein, Friedrich, stürzte 1502 bei einem Fluchtversuch in den Tod. 1512 ließ Herzog Ulrich den Abt des Klosters Zwiefalten, Georg Fischer, hier festhalten. Auch der hochbetagte Tübinger Vogt Konrad Breuning war 1517 der Willkür des Fürsten ausgesetzt und wurde nach Kerker und Folter in Stuttgart enthauptet. Im 17. Jahrhundert ereilte Matthäus Enzlin, den Kanzler Herzog Friedrichs, ein ähnliches Schicksal. Im Jahr 1737 wurde Joseph Süß Oppenheimer, der jüdische Hoffaktor und persönliche Finanzberater des Herzogs Karl Alexanders, einige Wochen auf dem Hohenneuffen eingekerkert, bevor er auf die Festung Hohenasperg verlegt wurde und 1738 als Opfer eines Justizmordes vor den Toren Stuttgarts hingerichtet wurde.
Im Zweiten Weltkrieg war der Hohenneuffen Fliegerwache.

### Die Dreiländerkonferenz

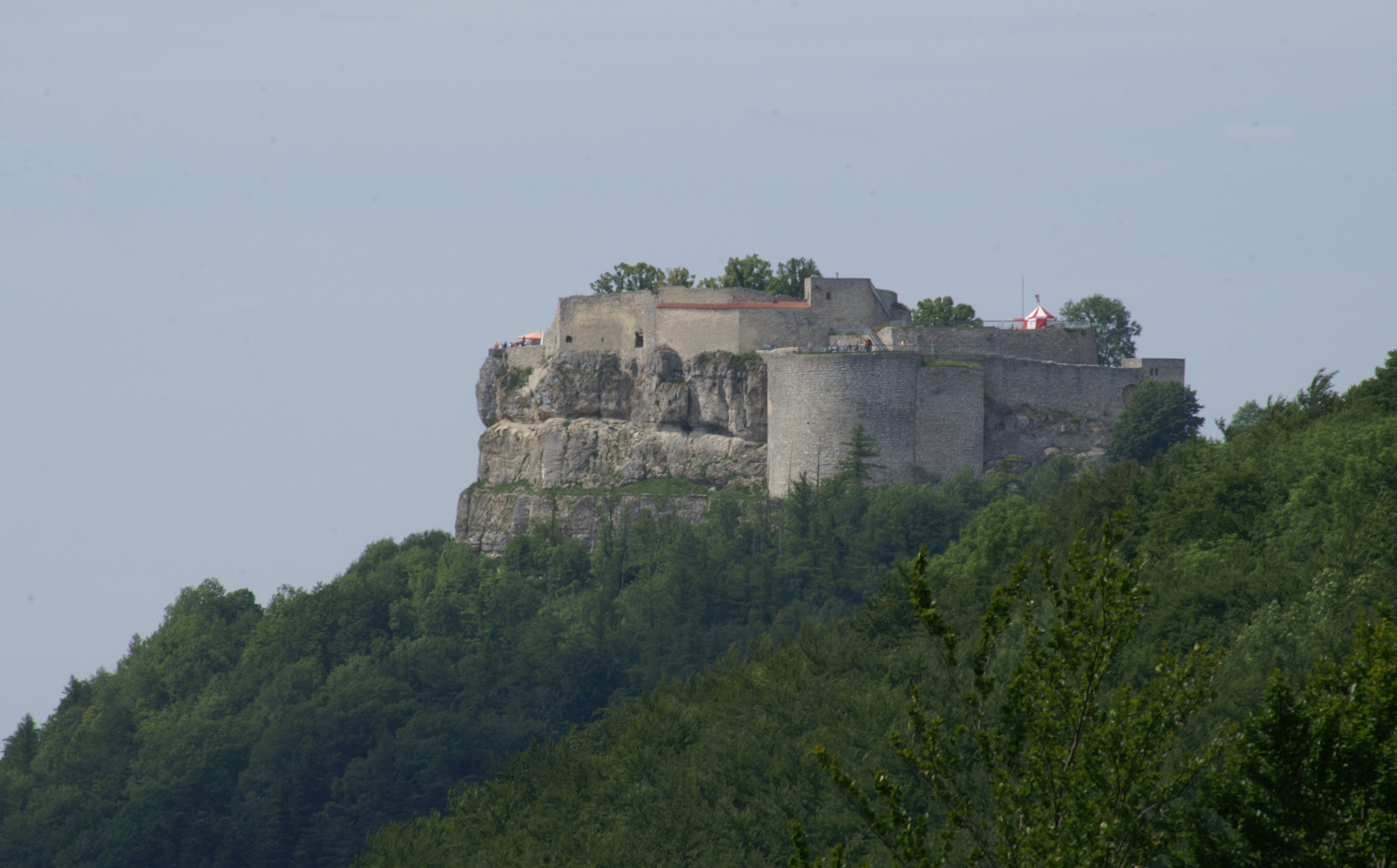
Hohenneuffen vom Drachenfels aus fotografiert

Die Militärregierungen der Besatzungszonen gründeten 1945/46 die Länder Württemberg-Baden in der amerikanischen sowie Württemberg-Hohenzollern und Baden (so genannt, obwohl es nur den südlichen Teil des Landes umfasste) in der französischen Zone. Als 1948 deutlich wurde, dass für das westliche Deutschland eine Verfassung erarbeitet wurde, ergriffen einige Politiker die Initiative, sie wollten einen Zusammenschluss der Länder im Südwesten. Der Regierungschef von Württemberg-Baden, Reinhold Maier, lud die Regierungen der drei Länder am 2. August 1948 zu einer Konferenz auf den Hohenneuffen ein. Er wollte eine erste Annäherung zustande bringen. Für Südbaden nahm eine Delegation unter Führung von Leo Wohleb teil, der ein kompromissloser Verfechter einer Wiederherstellung des Landes Baden war. Württemberg-Hohenzollern war durch seinen Innenminister Viktor Renner vertreten. In den Delegationen waren Minister, Parteivorsitzende, Abgeordnete und Beamte der drei Länder.

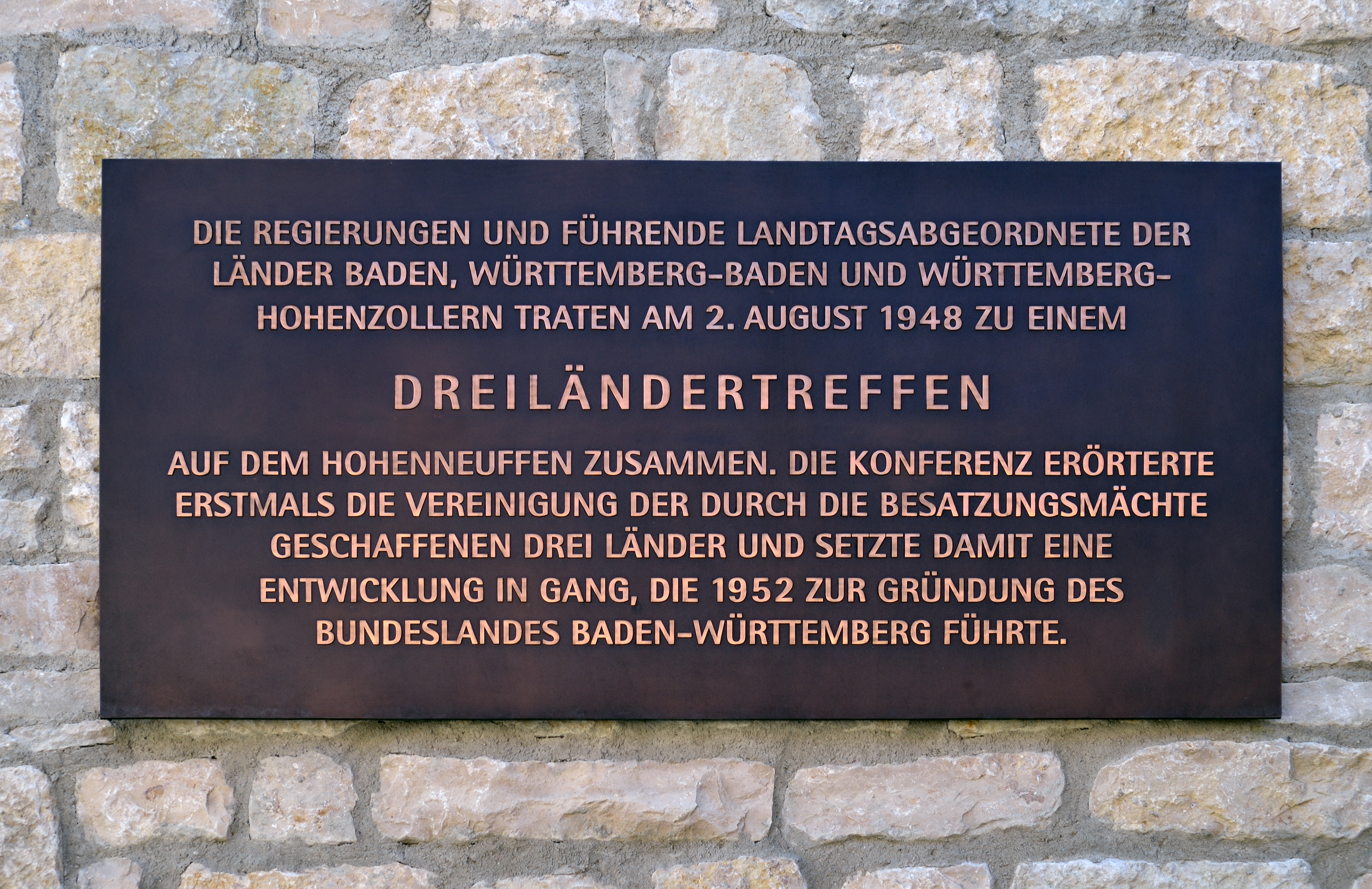
Gedenktafel für das Dreiländertreffen

Der Tagungsort war mit Bedacht gewählt. Der weite Blick ins Land und vor allem die wenige Kilometer entfernte, einschneidende Zonengrenze zwischen den Kreisen Reutlingen und Nürtingen sollten beeindrucken. Abgeschieden von ihren Regierungen und der Öffentlichkeit wollten die Teilnehmer hier sachlich debattieren, gut bewirtet mit Täleswein. Eine Einigung kam am Schluss zwar nicht zustande, dennoch hatte das Treffen Anstöße gegeben, wichtige Weichen wurden gestellt. Diese Dreiländerkonferenz auf dem Hohenneuffen markiert damit den Beginn der jahrelangen Auseinandersetzung um die Bildung des Südweststaates Baden-Württemberg, der 1952 aus der Taufe gehoben wurde.
Anlässlich des 60-jährigen Jubiläums dieser Konferenz übergab der Landrat des Landkreises Esslingen, Heinz Eininger, am 6. Oktober 2008 eine Informationstafel Dreiländerkonferenz im Jahr 1948, die im historischen Tagungssaal angebracht wurde.

## Heutige Nutzung

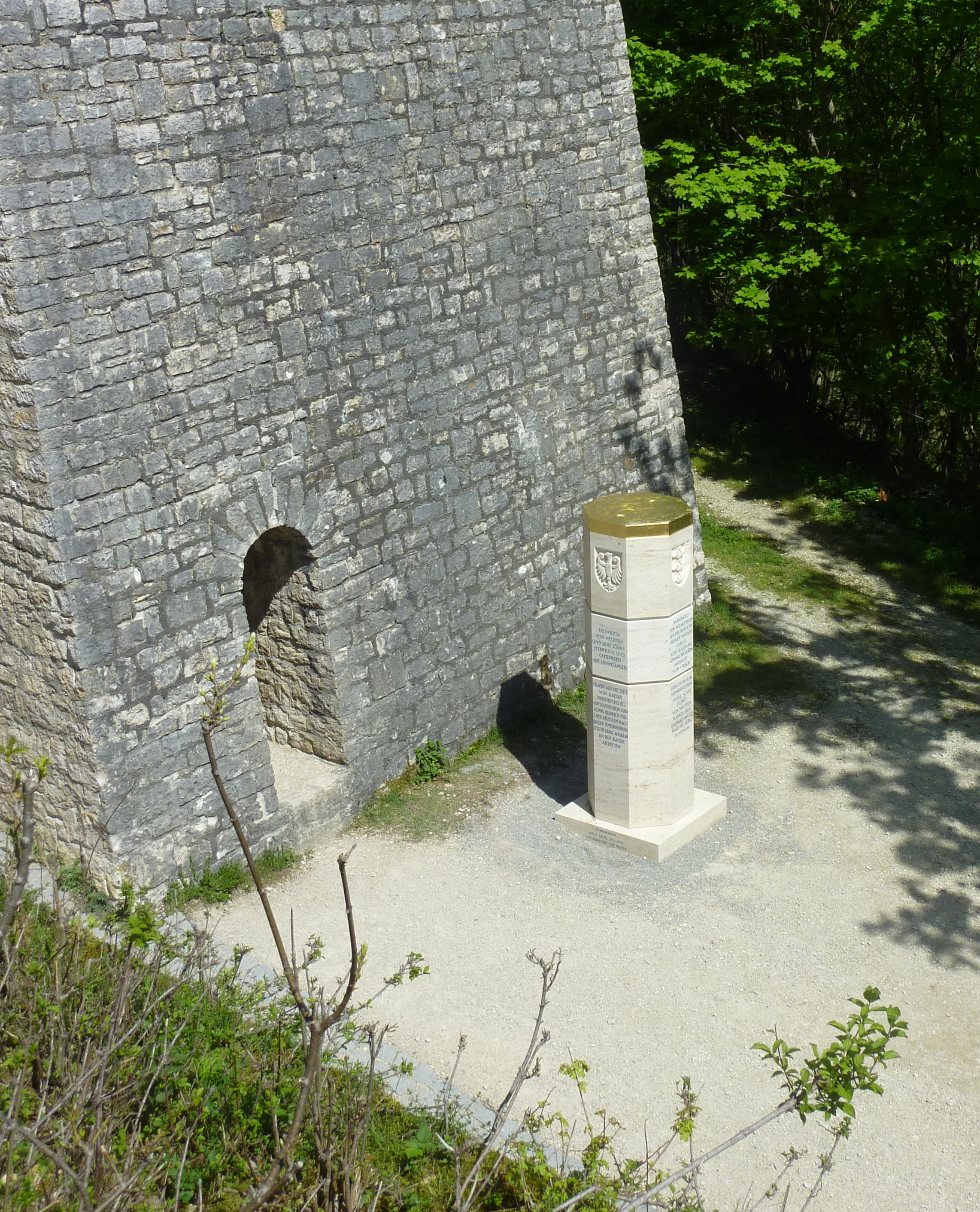
Stauferstele von Markus Wolf (2014)

Heute ist der Hohenneuffen mit Restaurant, Biergarten und Kiosk ein beliebtes Ausflugsziel. Der Eintritt in die Burg ist frei. Sehenswert sind die teilweise zugänglichen Kasematten.
Alljährlich findet im Juni der Hohenneuffen-Berglauf statt, bei dem die Läufer vom Start in Linsenhofen eine Strecke von 9,3 km und 438 Höhenmetern zurücklegen. Ausrichter des Berglaufs sind der TSV Beuren und der TSV Frickenhausen. Auf der Burg finden viele weitere Veranstaltungen statt, wie ein Mittelaltermarkt oder Konzerte im Burghof. In der Sommersaison findet an Sonn- und Feiertagen hier ein „Falknerspektakel“ statt, bei dem viele Greifvögel im freien Flug gezeigt werden. Von April bis Oktober findet im am 2. Sonntag des Monats Kirche im Grünen statt.
Sehr beeindruckend ist auch die Beleuchtung der Außenmauern an Sonn- und Feiertagen. Die ursprünglich von dem Neuffener Bürger Otto Krieg in den 1950er Jahren gestiftete Anlage wurde 1984 vom Stadt- und Kulturring Neuffen e. V. vollständig erneuert und wird von diesem auch unterhalten.
Am 3. Mai 2014 wurde am Burgaufgang vor der Friedrichsbastion eine Stauferstele eingeweiht, die an die Zusammenarbeit der Herren von Neuffen mit den Staufern erinnert.

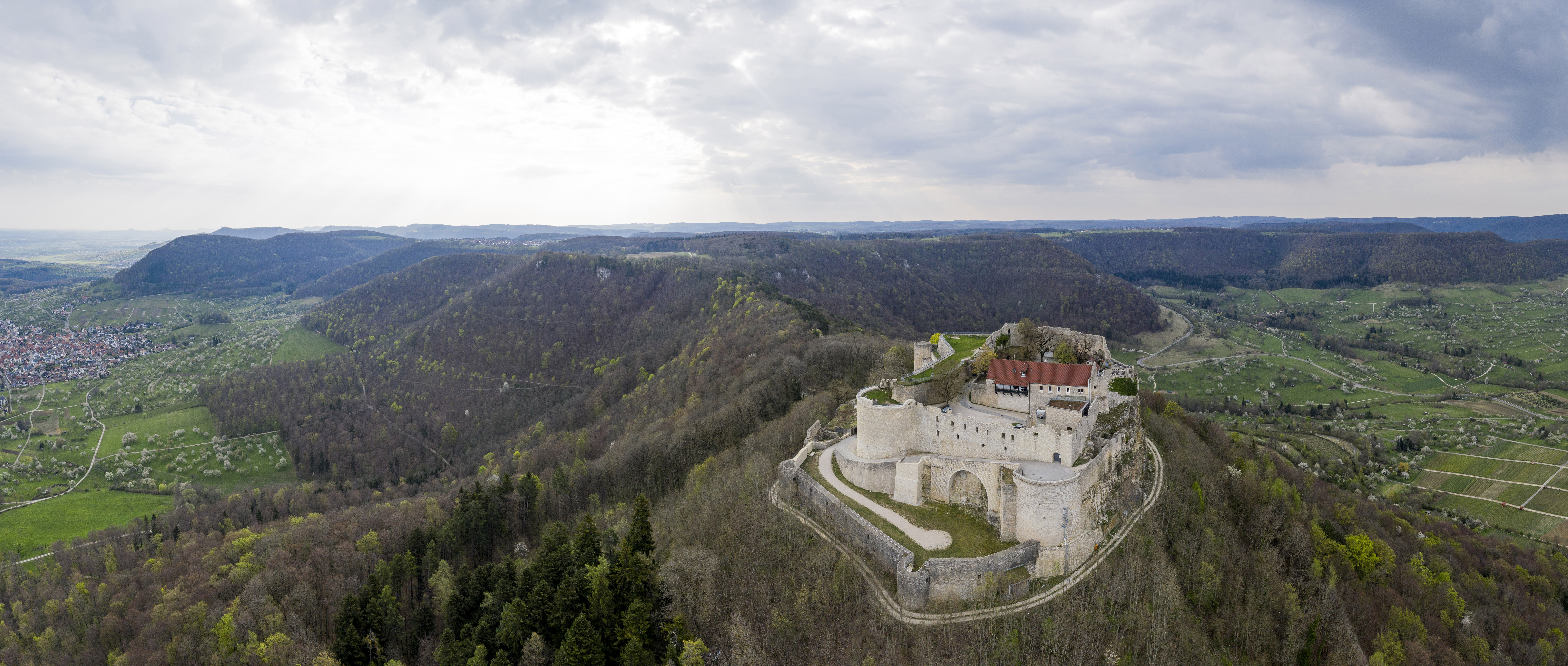
Burg Hohenneuffen mit Albtrauf
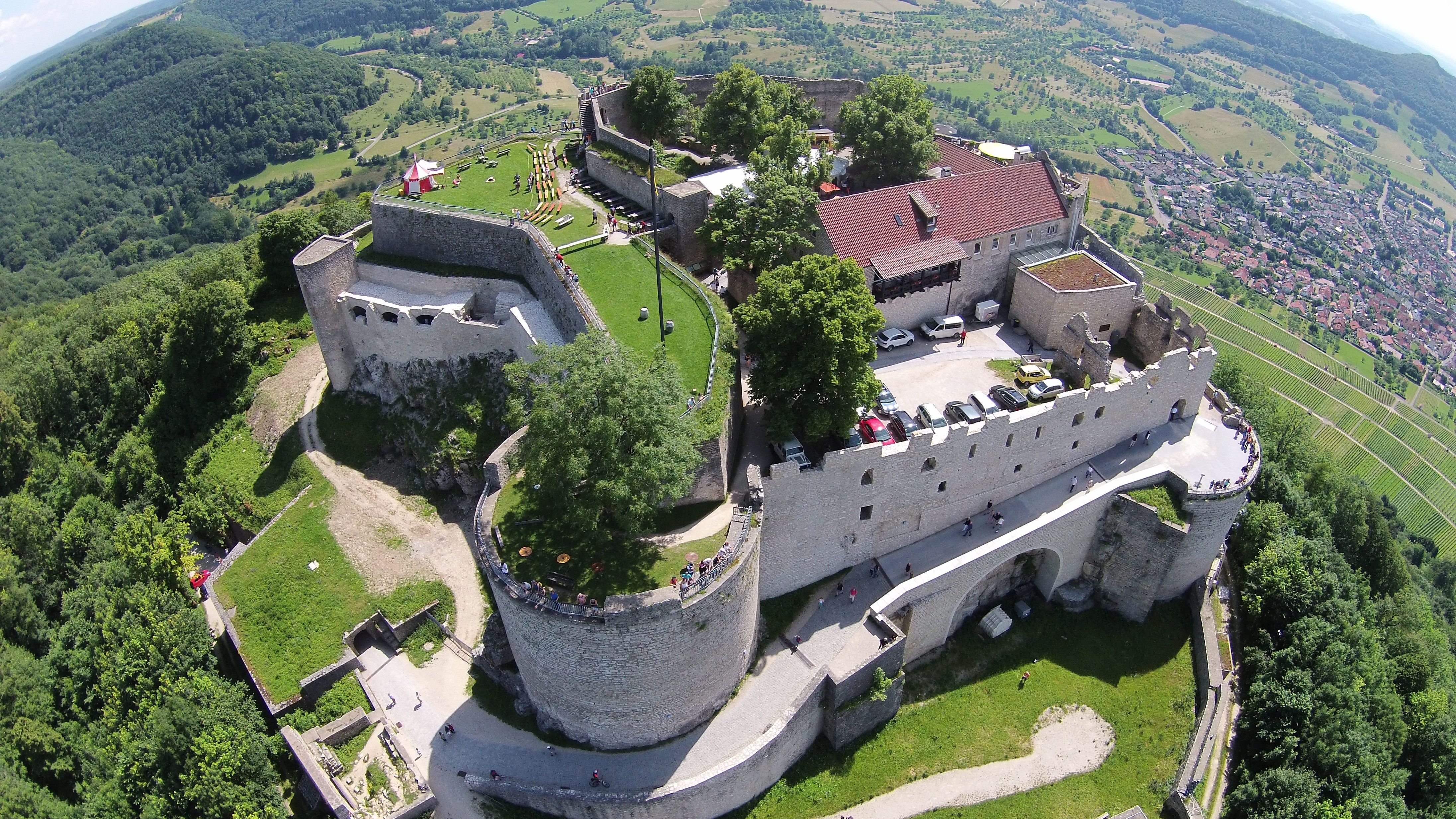
Luftaufnahme der Burg Hohenneuffen aus Nordost

## Literatur

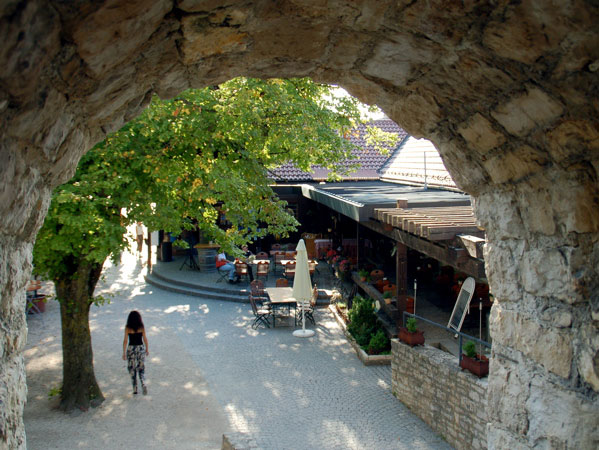
Burghof